# 大阪地方検察庁
大阪地方検察庁（おおさかちほうけんさつちょう）は、大阪府大阪市にある日本の地方検察庁の一つで、大阪府を管轄している。略称は、大阪地検（おおさかちけん）。堺、岸和田に支部を置いている。
また大阪地検には、特別捜査部（略称「特捜部」）があり、西日本の事件を扱う。

## 所在地
- 本庁 - 大阪市福島区福島1丁目1-60　大阪中之島合同庁舎
- 大阪区検察庁交通分室 - 大阪市淀川区三国本町1丁目13-27
- 堺支部 - 堺市堺区南瓦町2-55
- 岸和田支部 - 岸和田市上野町東24-10

## 管轄
- 本庁
  - 大阪区検察庁（大阪市）
  - 大阪池田区検察庁（池田市・箕面市・豊能郡）
  - 豊中区検察庁（豊中市）
  - 吹田区検察庁（吹田市・摂津市）
  - 茨木区検察庁（茨木市・高槻市・三島郡）
  - 東大阪区検察庁（東大阪市・八尾市）
  - 枚方区検察庁（枚方市・守口市・寝屋川市・大東市・門真市・四条畷市・交野市）

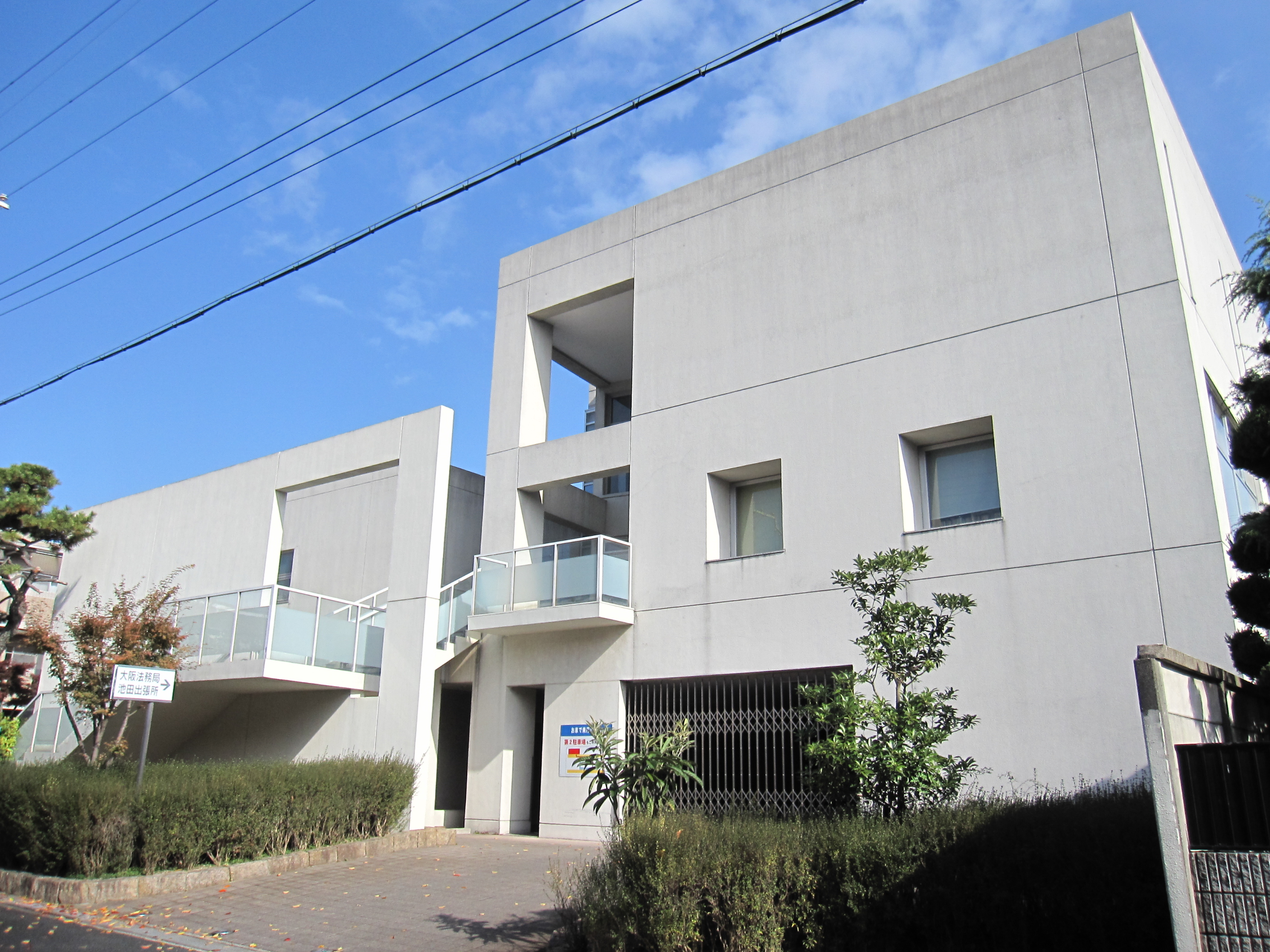
大阪池田区検察庁
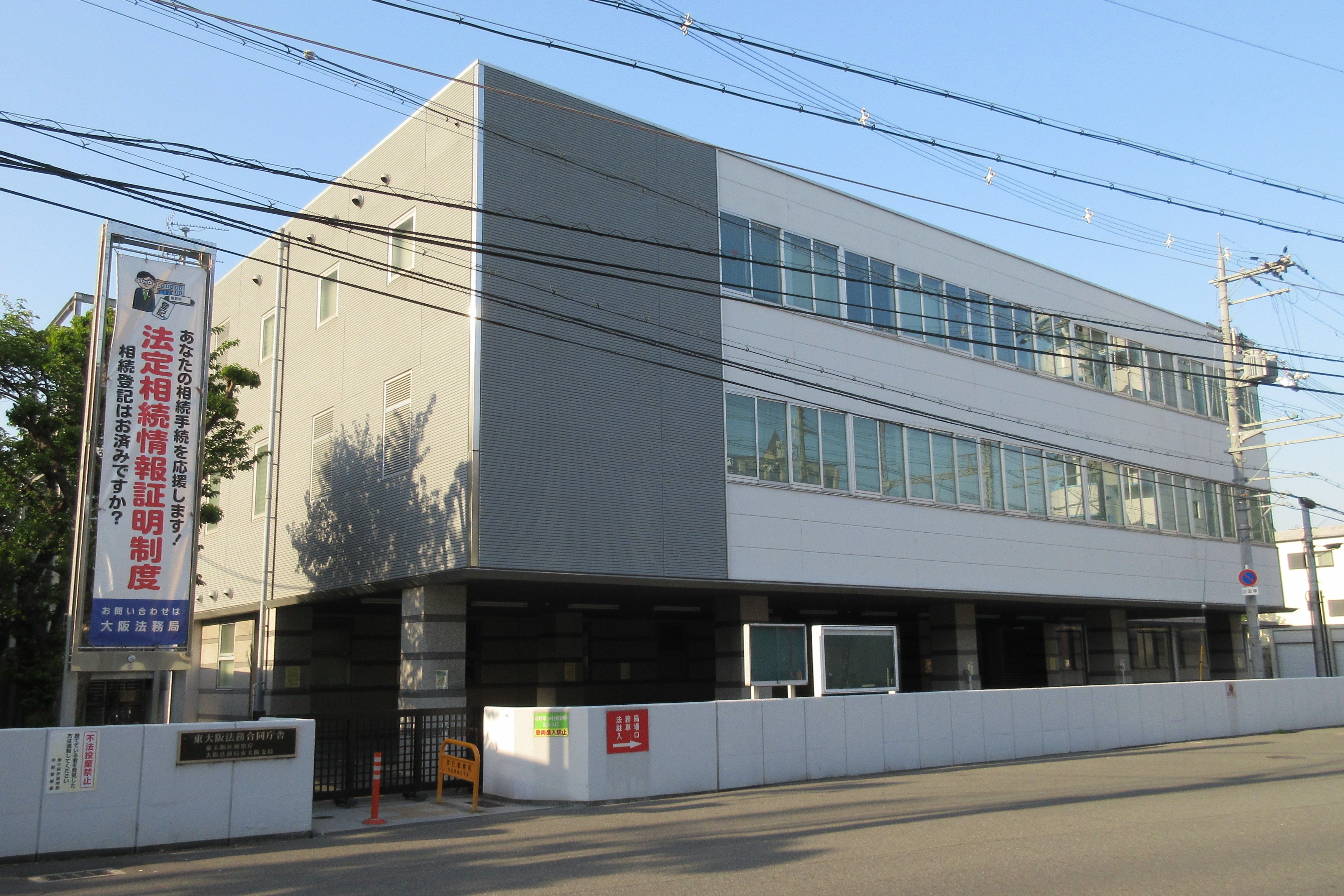
東大阪区検察庁

- 堺支部
  - 堺区検察庁（堺市・高石市・大阪狭山市）
  - 富田林区検察庁（富田林市・河内長野市・南河内郡）
  - 羽曳野区検察庁（羽曳野市・松原市・柏原市・藤井寺市）

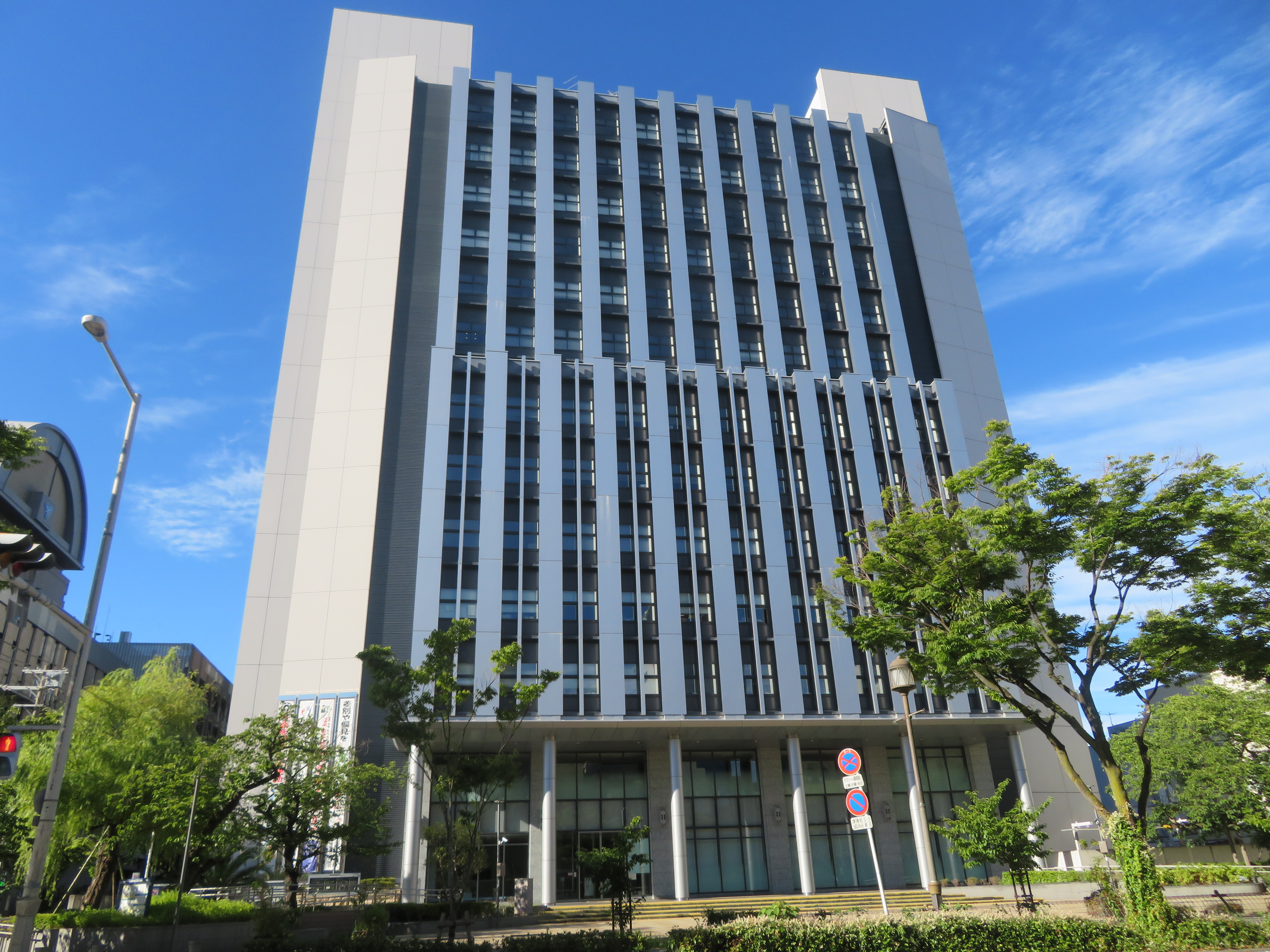
堺支部・堺区検察庁が所在する堺地方合同庁舎
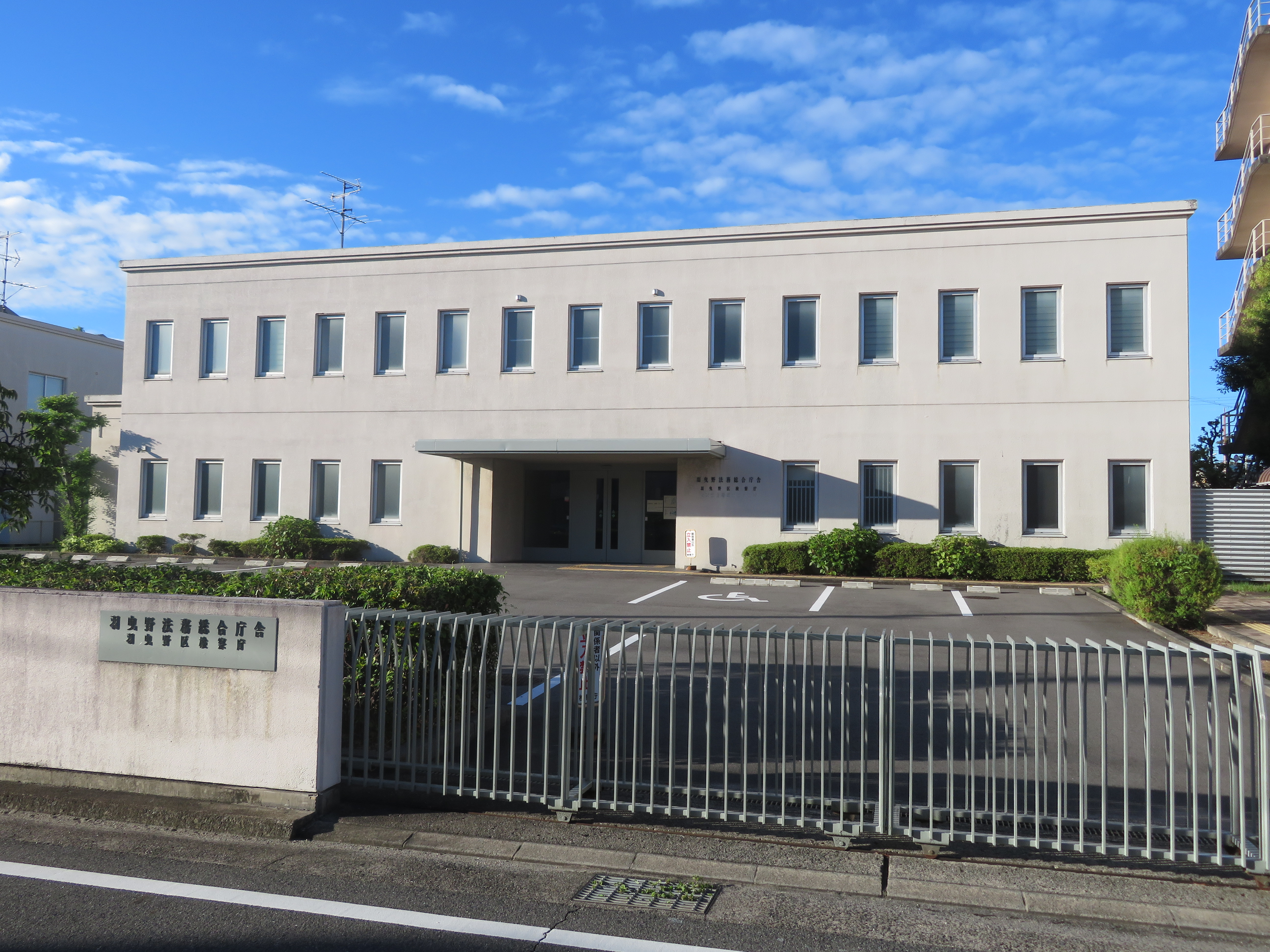
羽曳野区検察庁が所在する羽曳野法務総合庁舎

- 岸和田支部
  - 岸和田区検察庁（岸和田市・泉大津市・貝塚市・和泉市・泉北郡）
  - 佐野区検察庁（泉佐野市・泉南市・阪南市・泉南郡）

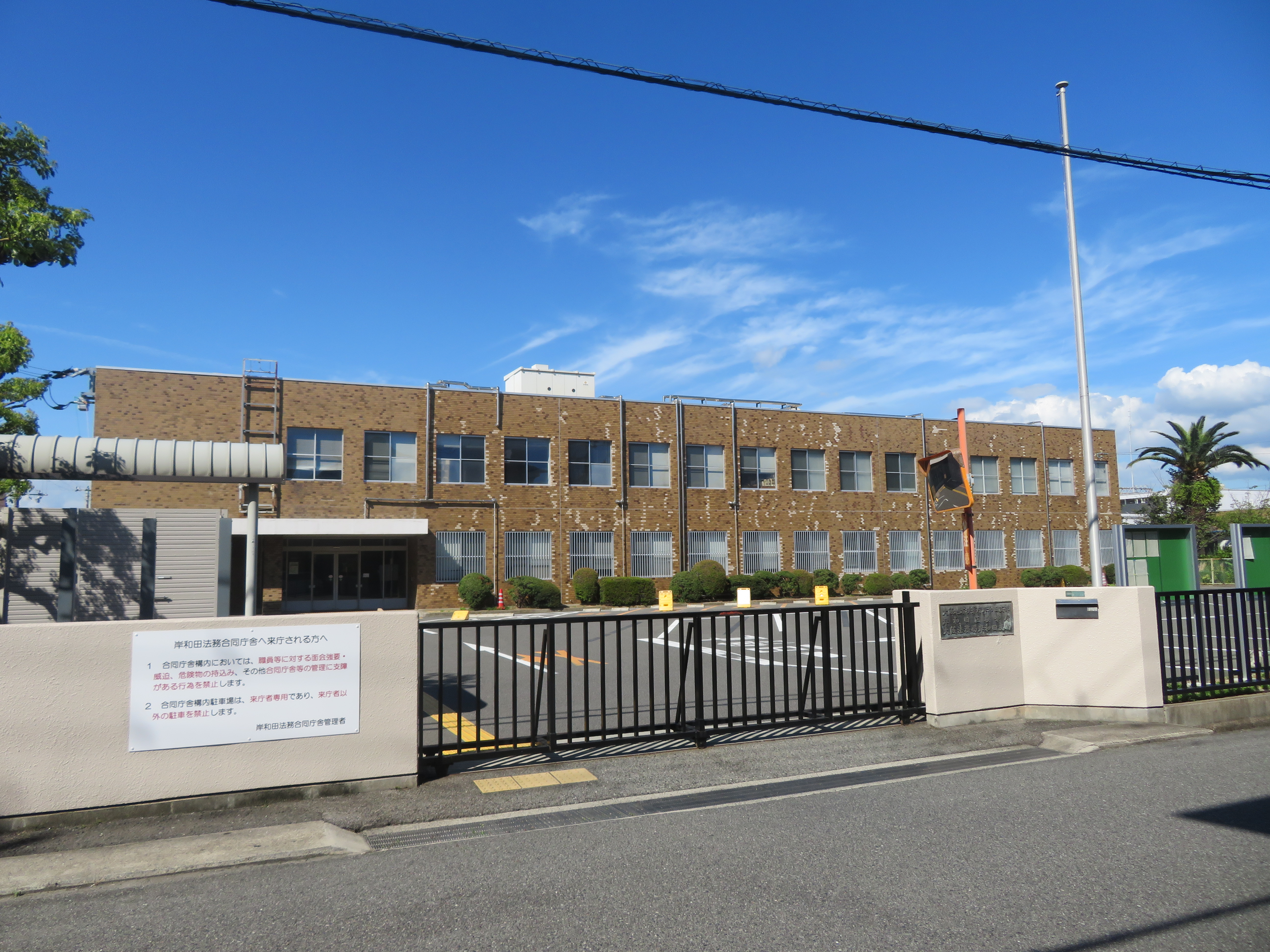
岸和田支部・岸和田区検察庁・佐野区検察庁

## 機構
- 検事正－次席検事
  - 事務局－事務局次長
    - 総務課
    - 人事課
    - 会計課
    - 用度課

  - 総務部
    - 検察広報官
    - 検務監理官－統括検務官
    - 企画調査課
    - 情報システム管理課
    - 教養課
    - 監査室

  - 刑事部
  - 交通部
  - 公安部
  - 特別捜査部（特捜部）
  - 公判部
  - 検事
  - 首席捜査官－次席捜査官－統括捜査官

## 不祥事
- 1962年、大阪事件で池田大作らに対して、無罪判決が確定した。
- 堺支部が2009年12月に現住建造物放火罪で起訴した被告人について公訴取り消し。「知的障害があるのに調書内容は理路整然としており不自然」と弁護側から指摘。大阪地方裁判所からも1年弱の拘置に対して謝罪[1]。

- 2010年1月に発生し、大阪地裁で審理の強要未遂事件で、被告人側の弁護人が、同地検に対し数度に亘り証拠開示請求を行ったが、同地検は「不存在」との回答を繰り返した。ところがその後、証人尋問がほぼ完了した2011年6月下旬になって、異動で元の担当検事から事務を引き継いだ別の検事によって、供述調書と捜査報告書が発見された。同地検はミスとしているが、弁護側は、「ミスではなく、人為的に隠そうとしていたのでは」と指摘し批判している。この「ミス」で、同地裁は公判を取り消した。
  - 同地検は他にも、別の殺人事件での司法解剖で作成された「部検記録」についても「不存在」と回答していたことが明らかになっている[2]。

- 2008年に大阪府柏原市で発生したパチンコ店強盗事件で起訴され、さらに覚醒剤取締法違反でも追起訴された男性被告人に対し、同地検は2010年7月に、この被告人の収監されている拘置所の独居房に強制捜査を実施し、担当弁護人宛の手紙などを押収した。この手紙には、被告人が、取調べに当たった検事への不満や、調書への疑念を記していた。被告人側は、「弁護人とのやり取りを検察側に把握され、被告人及び弁護人の考えが検察側に筒抜けになってしまい、従ってこの強制捜査は検察側による被告人・弁護人の手の内の把握の為に行ったものであり、また接見交通権を侵害しており違法である」として、大阪地方裁判所に国家賠償を求める訴訟を起こすことになった[3][4]。2015年3月16日に同地裁は、同地検の行った捜索は違法であるとして、計110万円を国に対し支払うよう命じたが、捜索令状を発行した裁判官の責任については否定した[5]。

- 殺人容疑で逮捕後に黙秘権を行使した人物に対し、同地検が当該人物宛の手紙及び、当該人物が知人宛に送付しようとした手紙を押収したことが、2015年4月に発覚。当該人物の弁護人は「押収は不当である」として大阪地方裁判所に取消を申し立て、同地裁が「差押の必要性はやや希薄」であるとして、押収を取り消している[6]。

- 2016年8月、東住吉事件で再審無罪判決。上訴権を放棄し即日確定。

- 2024年6月、弁護士で、大阪地方検察庁元検事正の北川健太郎が準強制性交容疑で逮捕された[7][8]。北川が検事正在任中、官舎で酒に酔った部下の女性検事に性的暴行をした容疑による[7][8]。

- 2024年8月8日、大阪高等裁判所は東京高等検察庁検事が大阪地方検察庁特別捜査部在籍中の2019年12月に特別公務員暴行陵虐罪を犯したとして審判に付す決定を行った[9]。

### 証拠改竄事件
障害者団体向け割引郵便制度悪用事件に関して2010年9月21日、大阪地検特捜部主任検事の前田恒彦が押収したフロッピーディスクのデータを改竄したとして最高検察庁に証拠隠滅容疑で逮捕され、上司の大坪弘道前特捜部長及び佐賀元明前副部長も犯人隠避罪で逮捕された。